# Carlo Geloso
Pour les articles homonymes, voir Geloso.
Carlo Geloso (Palerme, 20 août 1879 - Rome, 25 juillet 1957) était un général italien.

## Biographie
Il entre à la "Regia Accademia Militare di Artiglieria e Genio" (Académie royale militaire d'artillerie et de génie) en 1898 et en sort comme sous-lieutenant (sottotenente) d'artillerie en 1901. Deux ans plus tard, il est promu lieutenant (tenente) au 3e régiment d'artillerie de forteresse. En tant que capitaine (capitano), il est envoyé à Zouara pendant la guerre italo-turque et sur le front julien au début de la Grande Guerre, au cours de laquelle il est promu au grade de major (maggiore) et obtient trois médailles d'argent pour valeur militaire lors des 6e et 10e batailles de l'Isonzo et la première croix de l'Ordre militaire de Savoie. Promu colonel (colonnello) en 1917, il est affecté à la fin de la guerre au commandement du corps d'état-major général, avant de passer au service auxiliaire spécial en 1920.
Avec l'avènement du fascisme, il est rappelé au service de la Commission supérieure de défense. Après avoir commandé le 6e régiment d'artillerie lourde de campagne (1928-1931), il retourne au corps d'état-major général et est promu au rang de général de brigade (brigadiere generale) d'artillerie. Envoyé en force au Corps royal des troupes coloniales en Somalie italienne (Regio corpo truppe coloniali della Somalia italiana) en 1936, il participe à la guerre d'Éthiopie où, sous le commandement de la division spéciale "Laghi", il défait le ras Destà Damtù et occupe la région de Galla et Sidama, dont il devient gouverneur et commandant militaire.
Pour sa conduite pendant la guerre et la phase de "pacification" qui s'ensuit, il est promu général de division (generale di divisione) et reçoit la deuxième croix de l'Ordre militaire de Savoie. Promu général de corps d'armée (generale di corpo d'armata), après avoir commandé le Ve corps d'armée en 1938, il est envoyé en Albanie, où il prend le commandement du XXVIe corps d'armée de 1939 à 1940, avant d'être rapatrié. Après la désastreuse campagne de Grèce, il est renvoyé en Albanie pour commander la 11e armée en tant que général d'armée désigné, n'atteignant le grade de général d'armée (generale d'armata) qu'en 1942.
Impliqué dans un scandale et entrant en conflit avec le général allemand Alexander Löhr, il est destitué et remplacé par le général Carlo Vecchiarelli à partir du 3 mai 1943 et mis à la disposition du ministère de la Guerre pour l'enquête menée par l'amiral Domenico Cavagnari (42 pages et 182 annexes probatoires, fonds H5, enveloppe 34, du bureau historique de la SME, Rome). En pratique, Geloso, ainsi qu'une grande partie de son commandement militaire, a fait l'objet d'une enquête sur des accusations de trafic illicite, de contrebande à grande échelle, de spéculation sur les flux financiers, de corruption, d'exploitation de la prostitution et de relations sexuelles non compatibles avec la dignité du haut rang occupé. Une trentaine d'officiers supérieurs sont transférés, tels que les généraux Adolfo Naldi, commandant de la 29e division d'infanterie "Piemonte" depuis trois ans, Ugo Marfuggi, intendant de l'armée, et Arturo Fortunato, commandant du génie de l'armée. Le général Donato Tripiccione, chef du SM de l'armée, également rapatrié, s'empoisonne à Rome le 1er juin par déshonneur.
Cependant, le scandale a été étouffé pour des raisons d'opportunité et de solidarité de caste, et il s'est rapidement dégradé sous la pression des événements généraux de la guerre.
Après l'armistice de Cassibile du 8 septembre 1943, il est capturé à Rome par les Allemands et interné dans l'Offizierslager de Schocken (Poznań), où il est libéré par les Soviétiques et transféré à Kharkiv. Rapatrié le 9 octobre 1945, il reprend brièvement du service dans l'armée italienne (Esercito italiano) pour être mis en congé absolu en 1954. Il est décédé à Rome le 23 juillet 1957.

## Controverses et respect des droits de l'homme
Le général Geloso est tenu pour responsable de la répression sévère des populations et des rebelles éthiopiens pendant la guerre et, surtout, pendant la pacification (son nom figure dans le Livre vert des criminels de guerre dont le gouvernement éthiopien a demandé sans succès l'extradition en 1947); mais c'est pendant la campagne de Grèce qu'il s'est particulièrement distingué. Il a notamment publié une circulaire en mars 1943, dans laquelle il ordonnait des représailles selon le principe de la "responsabilité collective", c'est-à-dire qu'en cas d'attaque de partisans contre des colonnes italiennes, les hommes adultes (âgés de 14/15 ans et plus) de la ville la plus proche seraient exécutés en masse et incendiés, les habitants déportés, les champs détruits et le bétail tué.
Cela s'est traduit par les massacres de Domenikon (environ 140/150 morts dont 97 "civils" et les autres "flanqueurs" ou "partisans", y compris quelques femmes), 40 civils fusillés à Tsaritsani, de nombreux autres également à Domokos, Farsala, Oxinias, mais au total ce sont environ 200 villages qui ont subi des représailles, ou des pillages, ou des destructions et dommages délibérés pendant la période de commandement de Geloso. Geloso entendait ainsi aligner l'action de l'armée italienne en Grèce sur ce que Mario Roatta avait exécuté dans les Balkans. Il a constamment couvert divers crimes de guerre commis par les troupes italiennes (par exemple dans la région d'Elassona), notamment des viols collectifs, des vols et des pillages. Le camp d'internés militaires grecs de Larissa en Thessalie, qui s'était déjà distingué par sa dureté, devient un véritable lager, avec la mort d'environ 1 000 internés par famine ou par fusillade au début de 1943.
En outre, pendant son commandement en Grèce, de nombreux événements se sont produits qui, bien qu'ils ne relèvent pas de sa seule responsabilité, ont conduit à des conditions extrêmement sévères pour la population civile, notamment parce que les réquisitions alimentaires (notamment de céréales) effectuées par l'armée royale ont été multipliées, provoquant une famine étendue qui a été responsable de la mort de dizaines de milliers de civils grecs (peut-être entre 200 000 et 300 000 personnes sont mortes entre 1941 et 1943, le seul hiver 1941 pourrait avoir fait 50 000 morts). Carlo Geloso ne figurait pas dans la première liste des criminels de guerre dont le gouvernement grec demandait l'extradition, mais en 1946, avec le début prématuré de la guerre froide dans les Balkans (la guerre civile était en cours en Grèce), le gouvernement pro-occidental entendait abandonner les demandes d'extradition contre l'Italie (il les annulera complètement en 1948) ; en outre, il avait déjà informé les gouvernements de l'URSS et de la Yougoslavie qu'il n'entendait procéder à aucune extradition, mais à des enquêtes internes. Cette dernière n'a pas eu d'issue et tous les responsables des représailles et des fusillades en Grèce ont pu être pardonnés et oubliés.

## Publications
- (it) La 65ª divisione (15 luglio-31 ottobre 1917), Rome 1928.
- (it) La battaglia di Gorizia e della Bainsizza, Rome 1928.
- (it) Il primo anno di guerra: le operazioni dell'esercito, Milan 1934.
- (it) La campagna austro-serba del 1914, Rome 1948.

## Distinctions honorifiques
- Commandeur de l'Ordre militaire de Savoie - 16 janvier 1941
 - Officier de l'Ordre militaire de Savoie - 1er octobre 1937
 - Chevalier de l'Ordre militaire de Savoie - 17 mai 1919
 - Médaille d'argent de la valeur militaire - Première Guerre mondiale, 1915-18
 - Médaille d'argent de la valeur militaire - Première Guerre mondiale, 1915-18
 - Médaille d'argent de la valeur militaire - Première Guerre mondiale, 1915-1918
 - Chevalier de l'Ordre des Saints-Maurice-et-Lazare
 - Chevalier de l'Ordre colonial de l'Étoile d'Italie - Décret royal du 27 décembre 1934
 - Commandeur de l'Ordre colonial de l'Étoile d'Italie - Arrêté royal du 24 octobre 1935

## Source
- (it) Cet article est partiellement ou en totalité issu de l’article de Wikipédia en italien intitulé « Carlo Geloso » (voir la liste des auteurs).